# Leo Van Aken

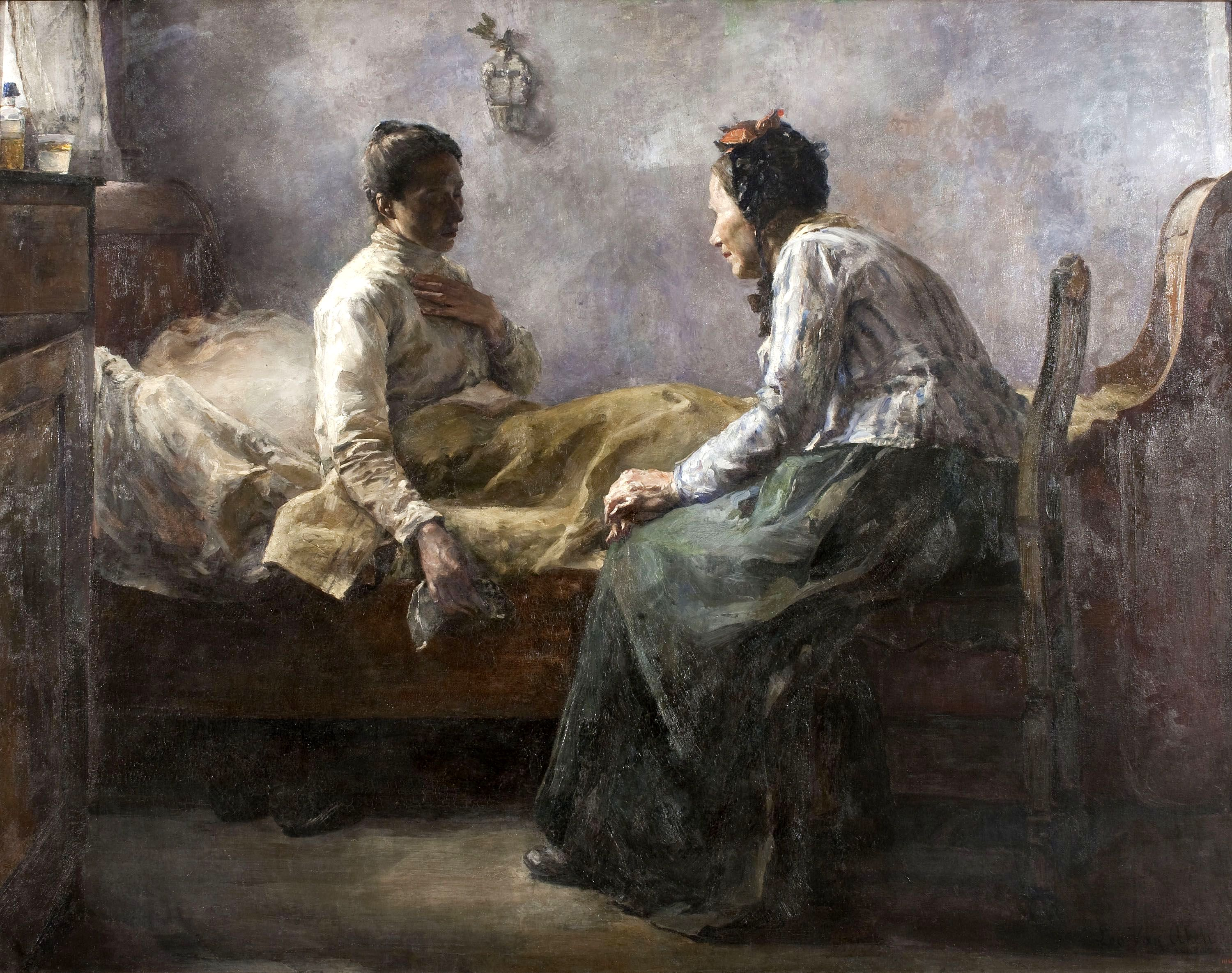
Misèria humana

Leo Van Aken (* 30. November 1857 in Antwerpen; † 11. Januar 1904 ebenda)
war ein belgischer Genre- und Porträtmaler.
Leo Van Aken studierte von 1876 bis 1880 an der Académie royale des beaux-arts d’Anvers bei Polydore Beaufaux. Er war auch Schüler beim Maler Louis Hendrix (1827–1888).
Im Februar 1891 war er einer der Gründer des Antwerpener Kreises von „Les XIII“ bestehend aus ehemaligen Mitgliedern der „Als ik Kan“-Gruppe.
Sein Bild „Misére humaine“ brachte ihm 1898 eine Goldmedaille auf der Kunstausstellung von Barcelona.
Er starb im Alter von 47 Jahren.